# Caluera
Caluera – rodzaj roślin z rodziny storczykowatych (Orchidaceae). Obejmuje 5 gatunków występujących w Ameryce Południowej w Boliwii, Ekwadorze, Gujanie Francuskiej, Surinamie, Wenezueli i Regionie Północnym w Brazylii.

## Systematyka
Rodzaj sklasyfikowany do podplemienia Oncidiinae w plemieniu Cymbidieae, podrodzina epidendronowe (Epidendroideae), rodzina storczykowate (Orchidaceae), rząd szparagowce (Asparagales) w obrębie roślin jednoliściennych.
Wykaz gatunków
- Caluera mammosa Vierling
- Caluera napoensis Szlach., Kolan. & Mystkowska
- Caluera surinamensis Dodson & Determann
- Caluera tavaresii Campacci & J.B.F.Silva
- Caluera vulpina Dodson & Determann